# European Journal of Physics
European Journal of Physics es una revista científica revisada por pares dedicada a mantener y mejorar el nivel de enseñanza de la física en la educación superior. La revista, publicada desde 1980, actualmente publicada por IOP (Institute of Physics) Publishing (Reino Unido) en nombre de la Sociedad Europea de Física. La editora jefa actual es Mojca Čepič de la Universidad de Liubliana, Eslovenia